# إمبر مون
أدريان ريس (ولدت في 31 أغسطس 1988) هي مصارعة محترفة أمريكية موقعة حاليا في شركة المصارعة الحرة الترفيهية تحت اسم إمبر مون، وهي مسجلة في عرض الرو لليلة الاثنين.
كانت مون تصارع سابقا في الحلبات المستقلة تحت اسم أثينا، تتنافس بانتظام للترقيات في اتحاد حلبة الشرف الرياضيين، النساء النجوم
وهي غير خاضعة للرقابة، وهي بطلة ACW American Joshi Champion. ثلاثة مرات متتالية.

## مهنة المصارعة الحرة

### المصارعة المبكرة والفوضى بطولة المصارعة (2007-2012)
قدمت ريس لأول مرة للمصارعة المهنية من جدها، وبدأت التدريب تحت يد سكاندور أكيرا في أبريل 2007. تدربت في وقت لاحق مع بوكر تي في اتحاد حلبة الشرف ومقرها في هيوستن، تكساس، وبدأت المصارعة للترويج تحت اسم تروبل في عام 2007. تحت اسم عصابة أثينا، لأول مرة لالمهنية بطولة المصارعة (يسو) في 10 نوفمبر 2007، حيث شاركت في مباراة فرق مع ماس مالون في محاولة لهزيمة كلوديا ومايك فوكس. لكنها خسرت وبدأت تتنافس بانتظام ل يسو في جميع أنحاء العالم وفي أوائل عام 2008، وتحدى دون جدوى فريق يسو الأبطال فريق جيروم دانيلز ونوبي براينت لألقابهم في 17 مايو، مع شراكة براندون كولينز.
كما تنافس أثينا على العديد من العروض الترويجية الأخرى التي تتخذ من ولاية تكساس مقرا لها، أبرزها بطولة الفوضى المصارعة (أسو)، ومقرها في أوستن. في 21 فبراير 2010، تحدت راشيل سومرلين لبطولة أكو الأمريكية جوشي، لكنها فشلت في الفوز. في 29 مايو، هزمت سومرلين للفوز ببطولة يوشي الأمريكية في مباراة ثلاثية شملت أيضا ليلي ماي. في 12 يونيو، هزمت ماليا هوساكا. في اليوم التالي، احتفظت أثينا بنجاح باللقب ضد مي، لكنها خسرت أمام سامرلين بعد ذلك. في 19 سبتمبر، فشلت في الفوز ببطولة بورتيا بيريز، وفشلت مرة أخرى في 10 فبراير في مباراة رباعية شملت أيضا بيريز، أماندا فوكس وجين-أليس. في يونيو 2011، دخلت بطولة لتحديد المنافس رقم واحد لبطولة أكو الأمريكية جوشي. هزمت أنجل بلو في الجولة الأولى، أماندا فوكس في الدور نصف النهائي، لكنها خسرت أمام راشيل سومرلين في النهائيات. في 18 سبتمبر، فازت أثينا على السيدة بويزون للفوز ببطولة يوشي الأمريكية للمرة الثانية. في 23 أكتوبر، نجحت في الاحتفاظ بالبطولة ضد باربي هايدن وليلي ماي وبورتيا بيريز في مباراة رباعية، ومن ثم هزمت ماي وجيسيكا جيمس للاحتفاظ باللقب في 4 نوفمبر. وفي 6 نوفمبر و 11 ديسمبر على التوالي، حافظت على اللقب بنجاح في مباراة ست مباريات. في 15 يناير 2012، خسرت أثينا البطولة. في يونيو، دخلت بطولة كوينز كوينز لكرة القدم لعام 2012، حيث هزمت سو يونغ في الجولة الأولى، كريستينا فون إيري في الدور نصف النهائي، وجيسيكا هافوك في نهائيات كأس العالم للفوز بالبطولة. وقد فازت ببطولة يوشي الاميركية جوشي للمرة الثالثة في 18 كانون الثاني / يناير بفوزها على سو يونغ لكنها اخليت اللقب في 23 اب / أغسطس بعد ان تركت الشركة.

### وميض النساء الرياضيين (2010-2015)
ظهرت أثينا لأول مرة في كل من النساء اللواتي يروجن لرياضة النساء اللواتي تمنحهن في إلينوي في يوم 11 سبتمبر 2010، وتعاونت مع بونسو في محاولة خاسرة لجيسيكا جيمس وراشيل سومرلين. وخلال اليومين التاليين، خسرت أثينا أمام تينيل في المجلد 34، ونيفاه في المجلد 36.
وعادت إلى شيمر في 1 أكتوبر 2011 في المجلد 42، حيث هزمت جيسي ماكاي وميا ييم في مباراة ثلاثية. في المجلد 43، خاضت مرسيدس مارتينيز إلى فرز مزدوج، وهزمها من خلال تنحية في المجلد 44. في المجلد 45، هزمت مارتينيز، وواصلت هزيمة ساسي ستيفي في المجلد 47، وراي في المجلد 48. في المجلد 49 في أكتوبر، تحدت أثينا بنجاح سارايا نايت لبطولة الوميض. في المجلد 50، هزمت توموكا ناكاغاوا.
في المجلد 55، هزمت تايلور ميد، وفي المجلد 57، هزمت كيمبر لي. في المجلد 62، فازت أثينا على كانديس ليراي. في المجلد 64، هزمت شيري بومب، وكاي لي راي في المجلد 65. في الحدث الرئيسي من المجلد 68، تنافس أثينا في مباراة رباعية مع ماديسون إيجلز، مشجع ميليسا ونيكول ماثيوز لبطولة الوميض، التي فاز من قبل ماثيوز. في المجلد 72، هزمت ميا ييم في مباراة من أصل ثلاث مباريات.

### النساء غير الخاضعات للرقابة (2011-2015)
ظهرت أثينا لأول مرة في بطولة السيدات غير الخاضعات للرقابة (WSU) في وسو الفصل النهائي في 11 يناير 2011، وخسرت أمام نيا. وعادت إلى WSU يوم 5 مارس في معرض الذكرى الرابعة لهزيمة ليفا بيتس. في عرض الذكرى الخامسة في 5 مارس 2012، هزمت بيتس مرة أخرى. في نيسان/أبريل، دخلت أثينا في بطولة J- كأس 2012 وهزمت كيمبرلي في الجولة الأولى، لكنها خسرت أمام بريتني سافاج في نهائيات كأس العالم. في WSU Y.O.L.O. في 28 أبريل / نيسان، خسرت أمام راينينج. في وسو وأولترافيولنت الشؤون في 9 فبراير 2013، لكنها فشلت في الفوز في بطولة WSU حيث هزمتها جيسيكا هافوك.
في بطولة جامعة الملك سعود وملكة المملكة للبطولة عام 2013، تعاونت أثينا مع آر فوكس، وهزما إيزافيل سوينا والتنين اللاتيني في الجولة الأولى وأدي ستار ومات تريمونت في الجولة الثانية للمضي قدما في نهائيات كأس العالم، حيث هزما درو غولاك وكيمبرلي. بعد توقف بسبب الإصابة، عادت أثينا إلى WSU في 7 فبراير 2014، وهزمت هانيا «هاولينغ هانترس». في اليوم التالي، خسرت أمام لوفيستو في مباراة بطولة واحدة من بطولة WSU. في 21 فبراير 2015، فازت أثينا على هانيا «هاولينغ هنترس» في تحدي الطاولات والسلالم، وكراسي. في 9 مايو 2015، هزمت نيا لتصبح المنافس رقم واحد في بطولة WSU للنساء.

### NXT 2015
في 11 سبتمبر 2015، أفادت التقارير أن ريس وقعت عقدا مع WWE ، وسيتم تعيينها في عروض المواهب، WWE NXT، ومقرها في مركز أداء WWE في أورلاندو بولاية فلوريدا. وكان أول ظهور لها في حدث مباشر في ان اكس تي يوم 10 أكتوبر، في مباراة فردية تحت اسم أدريان ريس من أكتوبر 2015 حتى يونيو 2016. وفي NXT:TAKE ONER THE END في 8 يونيو 2016، هزمت بيون رويس خلال مباراة مظلمة بعد البث المباشر تحت اسمها الجديد، إمبر مون. بعد سلسلة من المبارايات التمهيدية، جعلت مون أول ظهور لها لأول مرة متلفزة في NXT:TAKE OVER BROOKLYN في 20 أغسطس، حيث هزمت بيلي كاي. عند وصولها، بدأفي الفوز خطوة بخطوة على حد سواء في فريق الوسم ومباريات الفردي خلال الأشهر التالية. وجاءت أول خسارة لامبر مون في NXT:TAKE OVER ORLANDO، حيث هزمت من قبل بطلة السيدات اسكا، الذي حافظ أيضا على سلسلة طويلة مهزومة حتى تلك المباراة.

## حركاتها في المصارعة

### حركاتها القاضية
- القفز بعرض الجسم
- بور سلام
- دابل سوبليكس
- دايفينج كروس بودي

## اسمائها في الحلبة
- الهة حلبة ان اكس تي
- ملكة المصارعة

## البطولات والانجازات
- AIW Women's Championship مرة واحدة
- ACW American Joshi Championship ثلاث مرات
- بطولة سيدات ان اكس تي مرة واحدة

## وصلات خارجية
- إمبر مون على موقع IMDb (الإنجليزية)
- إمبر مون على موقع قاعدة بيانات الفيلم (الإنجليزية)
- إمبر مون على موقع دبليو دبليو إي (الإنجليزية)
- إمبر مون على موقع WrestlingData.com (الإنجليزية)
- إمبر مون على موقع CageMatch worker (الإنجليزية)
- إمبر مون على موقع قاعدة بيانات المصارعة على الإنترنت (الإنجليزية)
- إمبر مون على موقع عالم المصارعة على الإنترنت (الإنجليزية)
- إمبر مون على موقع عالم المصارعة على الإنترنت (الإنجليزية)

- ـ moon/ إمبر مون في موقع WWE
- ـ مون في موقع التعريف بالمصارعين[وصلة مكسورة]